# Scotopteryx monodii
Scotopteryx monodii là một loài bướm đêm trong họ Geometridae.